# Пуцк
Пуцк (на полски: Puck; на кашубски: Pùck, Pùckò; на немски: Putzig) е град в Северна Полша, Поморско войводство. Административен център е на Пушки окръг, както и селската Пушка община, без да е част от нея. Самият град е обособен в самостоятелна градска община с площ 4,79 км2. Към 2011 година населението му възлиза на 11 249 жители.